# Kader Japonais
 (mars 2019).
Kader Japonais, de son vrai nom Abdelkader Haibaoui né le 11 mars 1979 à Bab El Oued (Alger), est un chanteur algérien de la musique raï.

## Biographie
Kader Japonais est né à Alger la capitale d'Algérie le 11 mars 1979. C'est dans le quartier populaire de Bab El Oued ou il a commencé à s'intéresser à la musique et à se produire en réinterprétant des chansons de divers artistes tels que Cheb Hasni, Cheb Nasro, Cheikha Remitti...
À ses débuts, il est surnommé par ses fans « Japonais » pour son air faussement asiatique, un nom que l'artiste a gardé depuis.
En 2006, il sort son premier album « La Brigada » qui lui a permis d'acquérir une notoriété en Algérie et ailleurs, notamment en Europe ou des chanteurs comme Faudel et Khaled ont fait connaitre la chanson rai au niveau international.
Il a participé à plusieurs festivals en Algérie et ailleurs : Le festival de Djemila (Sétif), Le Casif, Timgad, Annaba, et aussi au festival Mawazine au Maroc, à Hammamat en Tunisie, et au Festival des Arts nègres au Sénégal,,.
Il a également enregistré plusieurs duos avec des chanteurs comme Cheb Nasro, Rim-k, Lartiste, Dj Kayline, Zina Daoudia...
Il a également interprété la chanson du générique de la série télévisée algérienne El Khawa. 
Sur internet à la fin de 2021, il est suivi par plus de 4 millions de fans sur Facebook, 2 millions d'abonnés sur Instagram et ses vidéos sur sa chaîne YouTube enregistrent plus de 730 millions de vues.

## Discographie

### Albums
- 2006 : La brigade (Dounia)
- 2008 : Mania (Dounia)
- 2009 : Haba Haba (Dounia)
- 2010 : Bafana Bafana (Dounia)
- 2011 : Mamamia (Dounia)
- 2013 : Djarhi ma bra' (Dounia)
- 2014 : Bassik m"aya (Villa Prod)
- 2015 : Mami Mami (Villa Prod)
- 2016 : Hkaya (Villa Prod)
- 2018 : Holm (Villa Prod)

## Récompenses
- Alegria Music Award 2013
- Kora Award 2011
- Most Nylueatia person 2017 Lebaon